# Список дипломатичних місій у Казахстані

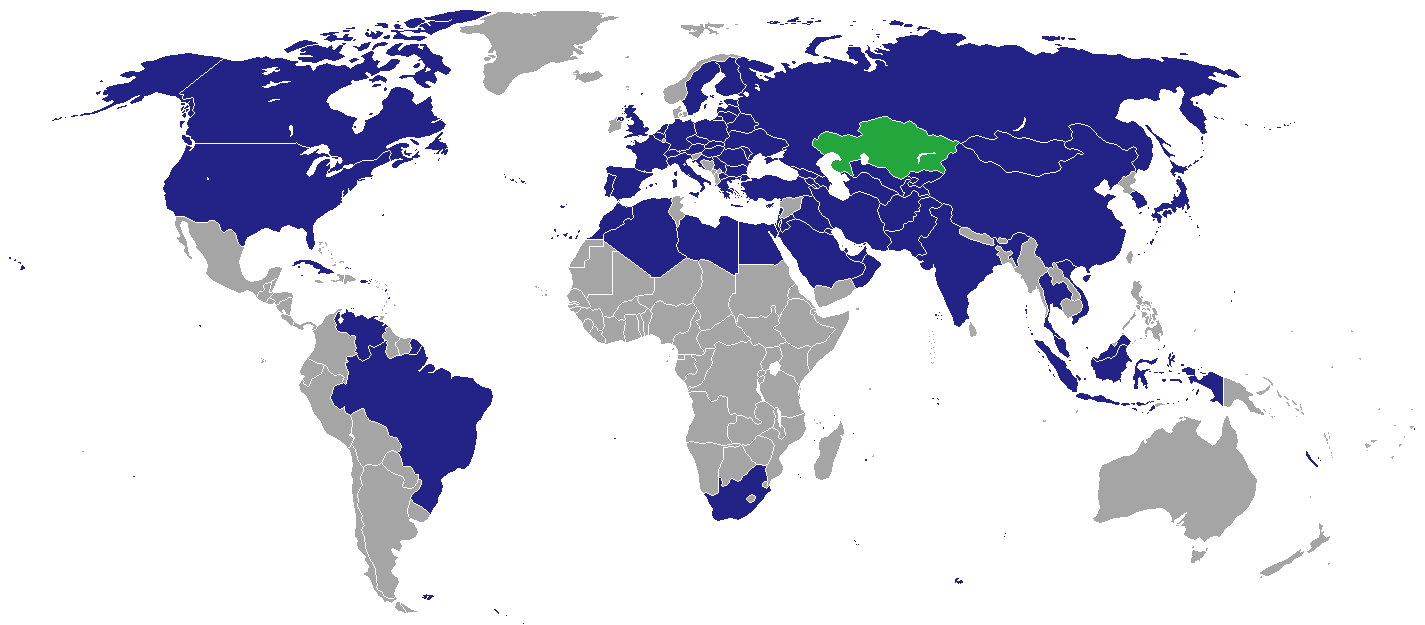
Карта дипломатичних місій в Казахстані

Список дипломатичних місій в Казахстані. На даний час в столиці Казахстану Астані відкрито 26 посольств, 23 в Алма-Аті.

## Посольства вАстані
- Афганістан
- Азербайджан
- Білорусь
- Бельгія
- Бразилія
- КНР
- Куба
- Німеччина
- Грузія
- Ватикан
- Італія
- Японія
- Південна Корея
- Киргизстан
- Латвія
- Лівія
- Мальтійський орден
- Норвегія
- Пакистан
- Румунія
- Росія
- Сербія
- Словаччина
- ПАР
- Іспанія
- Таджикистан
- Туркменістан
- ОАЕ
- Україна (Посольство України в Казахстані)
- Велика Британія
- США
- В'єтнам

## Посольства вАлма-Аті
- Вірменія
- Болгарія
- Канада
- Чехія
- Єгипет
- Франція
- Греція
- Угорщина
- Індія
- Іран
- Ізраїль
- Литва
- Малайзія
- Монголія
- Нідерланди
- Палестина
- Польща
- Саудівська Аравія
- Туреччина
- Узбекистан

## Місії
- Європейський Союз

## Офісні відділення посольств
Алма-Ата
- Афганістан
- Білорусь
- КНР
- Японія
- Південна Корея
- Таджикистан
- США

Астана
- Франція
- Греція
- Індія
- Іран
- Туреччина
- Велика Британія

## Консульства
Алма-Ата
- Бельгія
- Німеччина
- Киргизстан
- Латвія
- Росія
- Швейцарія
- Туркменістан
- Україна

Уральськ
- Росія

Актау
- Іран
- Азербайджан

## Почесні консульства
Алма-Ата
- Австралія
- Австрія
- Чилі
- Фінляндія
- Норвегія
- Швеція
- Ємен